# G-Dragon
Квон Джиён (кор. 권지용, род. 18 августа 1988 года), более известный под сценическим псевдонимом G-Dragon (кор. 지드래곤 джи дырэгон), — южнокорейский певец, рэпер, композитор, актёр, автор песен, продюсер, модель, дизайнер, лидер бой-бенда Big Bang.
Впервые Квон Джиён появился на телевидении в 1992 году на детском развлекательном шоу Bo Bo Bo. В 1995 году он был отобран, ещё с тремя детьми, в группу Little Roo’Ra. Однако вскоре группа была расформирована, что стало, по признанию самого певца, для него огромным шоком. Тогда, он даже заявил своей маме, что больше не хочет иметь с музыкальной индустрией ничего общего. Однако, вскоре его пригласили на стажировку в S.M. Entertainment, где он практиковался в танцах около пяти лет.
В возрасте девяти лет Джиён впервые услышал песню «C.R.E.A.M» Wu Tang Clan, очень популярной в США хип-хоп группы. После, под впечатлением от музыки, он заинтересовался рэпом и хип-хопом. В 2001 году он участвует в записи альбома «Korea Hip Hop Flex 2001», а немного позже подписывает контракт с YG Entertainment и участвует в записи альбомов YG Family.
После 6 лет стажировки в агентстве YG Entertainment G-Dragon официально дебютировал в мужской группе Big Bang, являясь лидером и ведущим музыкальным продюсером коллектива. G-Dragon написал и спродюсировал большую часть песен Big Bang, включая такие хиты как «Lies», «Last Farewell», «Haru Haru», «Tonight», «Fantastic Baby», «If You».
Он выпустил свой дебютный сольный альбом «Heartbreaker» (Сердцеедка) в 2009 году. Альбом стал одним из самых успешных музыкальных дисков года, был продан в количестве 200 000 экземпляров, а также был признан «Альбомом Года» на Музыкальной Премии «Mnet Asian Music Awards». «Heartbreaker» также стал источником проблем для артиста, включая обвинения в плагиате.
После годичного перерыва G-Dragon и его коллега по группе T.O.P выпустили совместный альбом GD&TOP в 2010 году. Для поддержки альбома были выпущены пять синглов из этого альбома: «High High», «Oh Yeah», «Не уходи домой», «Baby Good night» и «Нокаут»(на корейском:뻑이가요) , — все пять синглов заняли высокие позиции в музыкальных чартах.
В 2012 году он выпускает свой первый мини-альбом «One of a Kind» (Единственный в своем роде), один из заглавных треком, которого — One of a Kind — был признан лучшей хип-хоп песней на премии Korea Music Awards. Так же альбом занял высокие позиции в чартах на родине и за рубежом. Одна из песен, баллада, под названием Without you, была записана с участницей другой группы из YG — Пак Розэ из Blackpink. Сам Джиён признался, что голос, которым поёт Rosé его любимый. B 2013 году он выпускает второй полноформатный альбом Coup D’etat в сотрудничестве с различным американскими исполнителями: Мисси Эллиот, Дипло, Скай Ферейра и Baauer. Этот альбом так же занимает высокие позиции в чартах и приносит GD награду «артист года» на премии Mnet Asian Music Awards.
В 2014 году дуэт GDxTAEYANG выпустили хит «Good boy», который также занял лидирующие позиции в чартах, как в корейских и азиатских, так и в зарубежных. Сингл занял первое место на Inkigayo.
Влияние G-Dragon вышло далеко за рамки музыкальной индустрии, поскольку он часто значится в списках законодателей моды Южной Кореи. Он вип-гость на мероприятиях Chanel, а также в дружеских отношениях с дизайнером Хайдером Аккерманом. В 2016 году фотограф Марио Тестино сфотографировал GD и Беллу Хадид для обложки китайского Vogue. В этом же году G-Dragon вошел в список Hypebeast 100. Так же в этом году GD представителем Chanel Derb для круизной коллекции 2016/2017. А в 2017 году представителем для рекламной кампании сумки CHANEL’s GABRIELLE.
В 2013 и 2015 годах G-Dragon проводил личные выставки, в результате, которых у него появился псевдоним peaceminusone. Под этим псевдоним он проводит деятельность не относящуюся к музыке. В основном она касается современного искусства и моды.
В начале 2017 года было объявлено о мировом туре G-Dragon’а под названием ACT III, M.O.T.T.E. Тур обещает быть одним из крупнейших туров проводимых корейскими исполнителями, и крупнейшим для корейского сольного исполнителя. Начался тур 10 июня 2017 года, в Сеуле на стадионе Кубка Мира, собрав за одно шоу более 40 000 поклонников.
8 июня 2017 года перед началом тура вышел второй мини-альбом певца названный настоящим именем G-Dragon’а — Квон Джиён. G-Dragon выпустил сам альбом только в формате USB-флеш-накопитель, отказавшись от формата CD, тем самым вызвав оживленные дискуссии в музыкальной индустрии. Так, чарт Gaon отказался принимать альбом «Квон Джиён» за альбом, обосновав это тем, что прежде чем начать использовать флешку без интернета, необходимо подтвердить с помощью кода свою лицензию на специальном сайте, получив именно оттуда музыку. Чарт Hanteo же наоборот признал, что флешка является альбомом, а ссылка является мерой безопасности. Американский чарт Billboard также показал свою поддержку мини-альбому.

## Карьера

### 1992—2008: Ранние годы и дебют в Big Bang
Квон Джиён родился 18 августа 1988 года в Сеуле, Южная Корея, на Летние Олимпийские игры, которые как раз проходили в Сеуле. С самого детства Джиён любил танцевать и наслаждался развлекая людей, поэтому его мама решила направить сына в индустрию развлечений. Впервые он появился на телевидении в 1992 году, в возрасте пяти лет (корейское летосчисление), на детской образовательно-развлекательной передаче BO BO BO (кор.: 뽀뽀뽀). GD рассказывал об этом на шоу MBC «Приходите поиграть!», также первые кадры относящиеся к 1992 году показывали на шоу «The Secret Star» на канале MBC every1. В 1994 году вышел фильм «The Taebaek Mountains» (Восточно-Корейские горы; горы Тхэбэк), в котором Джиён дебютировал как актёр, исполнив эпизодическую роль. В 163 эпизоде популярнейшего в Корее шоу «Бесконечный Вызов» об этом вспоминали и показывали кадры из фильма. В 1995 году он был выбран ребёнком-моделью для рекламы в Shinsegae Duty Free. В том же году Джиён был отобран в состав группы Little Roo’Ra. Детская группа танцевала под популярные хиты группы Roo’Ra на концертах этой группы, а также на различных фестивалях и телевизионных шоу. После выпуска первого альбома Little Roo’Ra «Christmas Carol Song»(1996), контракт с группой был расторгнут по инициативе звукозаписывающей компании. Для Квон Джиёна это было настоящим шоком, после чего он поклялся своей матери, что «никогда больше не сделает этого (не станет певцом)». Однако вскоре, во время лыжной прогулки со своей семьёй, Квон Джиён участвовал в музыкальном фестивале, который проводил лыжный курорт, и занял первое место. Ведущим этого фестиваля был Ли Су Ман, глава агентства SM Entertainment, который предложил стажировку в своем, тогда ещё небольшом, агентстве победителю. Джиён проходил стажировку в стенах звукозаписывающей компании SM Entertainment в течение пяти лет, где в основном обучался танцам. Однако Джиён оставил агентство, так как не понимал, чем он хочет заниматься.
В третьем классе, благодаря своему другу, Квон Джиён познакомился с творчеством американской рэп-группы Wu-Tang Clan. Вдохновленный их музыкой, Квон Джиён проявил интерес к этому стилю и начал брать уроки рэпа в возрасте 12 лет. В 2001 году он участвовал в записи альбома «Korean hip-hop Flex». Хотя он сам написал слова для своей песни, он также признал, что его «английский ужасен, и история в песне получилась банальной и однообразной». Что-то вроде: «Я молод, но я лучший». В том же году, им заинтересовался Шон из хип-хоп дуэта Jinusean, записывающегося под лейблом YG Entertainment, после выпуска альбома «Korean hip-hop Flex». Он же порекомендовал Квон Джиёна генеральному директору компании, Ян Хён Соку. После подписания контракта с компанией G-Dragon участвует в записи, таких песен YG Family, как Hip-Hop Gentlemen, а также в дебютной песне Perry (Пэрри) — Storm (Буря) и Get Ready. Позже он познакомился с Тхэян, который снимался в клипе «A-yo» группы Jinusean и тоже стал стажером в YG Entertainment. Вместе они готовились дебютировать как дуэт GDYB. Они снимались в клипах многих исполнителей YG Entertainment и выступали на их концертах, а также ежегодных общих концертах YG Family. Однако в 2005 году президент агентства Ян Хён Сок, заявил, что вместо хип-хоп дуэта он планирует дебютировать мужскую идол-группу. По признанию самого Квон Джиёна он был очень расстроен этим решением. Однако, он же, связался со своим другом со средней школы Чхве Сын Хёном, с предложением записать демо для директора и присоединится к будущей группе. В 2006 году он участвует с ещё пятью кандидатами в группу в шоу на выживание под названием «Документальный фильм о Big Bang» (Big Bang Documentary). В августе 2006 года G-Dragon официально дебютирует в качестве лидера группы Big Bang.
В первом сингл-альбоме, вышедшем почти сразу после дебюта, была представлена первая официальная сольная песня G-Dragon’а, кавер-версия песни «This Love» американской альтернативной рок-группы Maroon 5. Текст к которой полностью написал он сам, так же он участвовал в написании почти всех песен в первом полноформатном альбоме группы. В различных интервью, а также в передаче SBS Thank you (Спасибо Тебе) — исполнитель рассказывает, что директор Ян заставлял его писать по песне каждый день, в виде домашнего задания, во времена стажировки в YG Entertainment. В 2007 году Джиён написал, как он признался для своего сольного альбома, песню «Lies» (на корейском: 거짓말; романизировано: Geojismal; на русском: Ложь). Однако послушав демо директор Ян сказал, что песня больше подойдет группе. Сингл включили в первый мини-альбом Big Bang «Always», сделав одним из заглавных треков. Эта песня стала первым хитом группы, вознеся её на вершину музыкальной индустрии. Продолжая участвовать в создании музыки группы, G-Dragon пишет и выпускает с группой в их следующих мини-альбомах хиты, которые продолжили успех своего предшественника: альбом «Hot Issue» с синглом «Last Farewell» (на корейском: 마지막 인사; романизовано: Majimak Insa; на русском: Последнее Прощание) и альбом «Stand Up» с песней «Day By Day» (на корейском: 하루하루; романизовано: Haru Haru; на русском: День за Днем) — оба сингла заняли верхние строчки хит-парадов. Его усилия и талант в создании музыки принесли ему признание как одного из лучших композиторов в 2008 году. В этом же году журнал Arena объявил его самым влиятельным человеком года.

### 2009—2014: Сольная деятельность и развитие карьеры

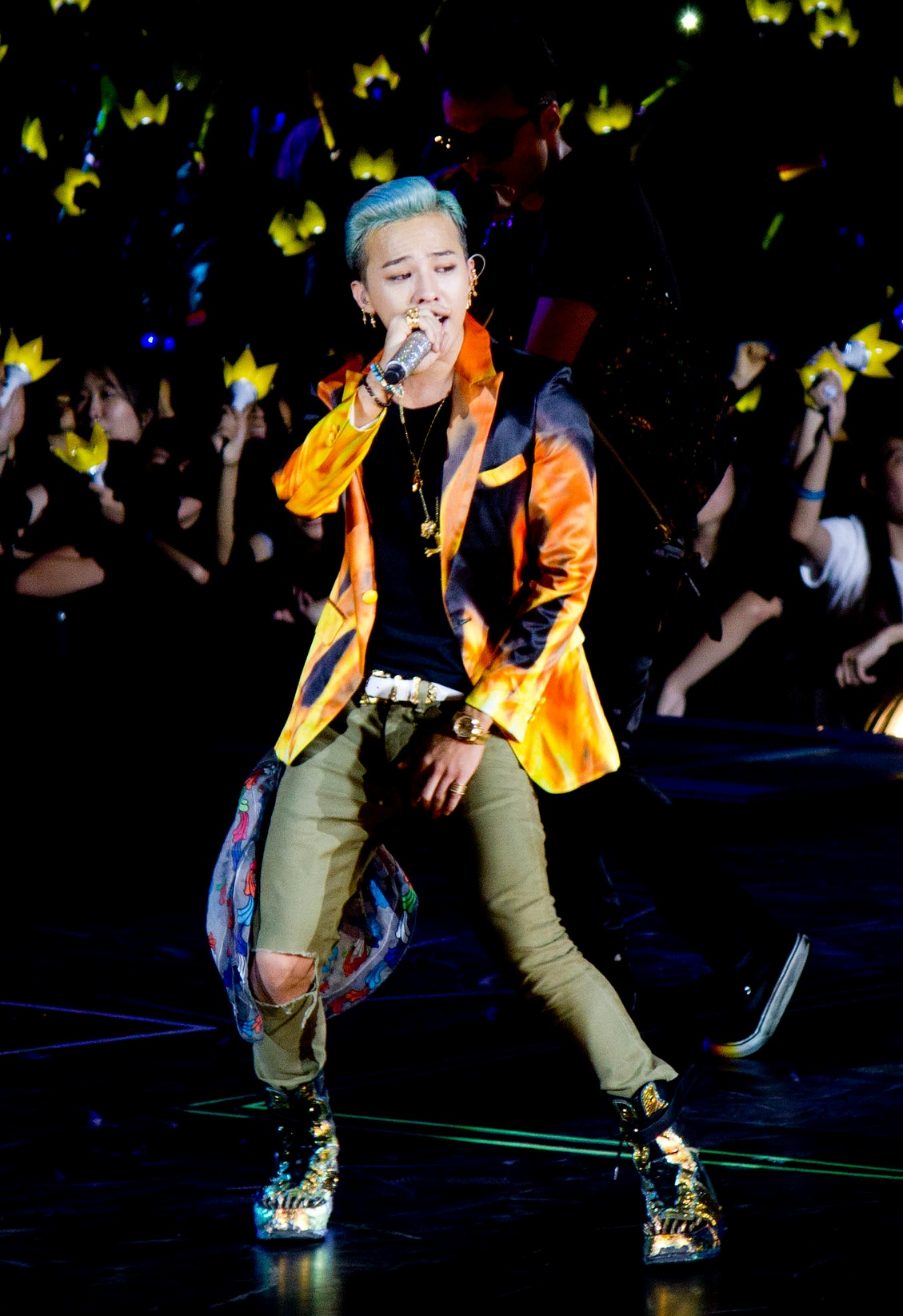
G-Dragon во время концерта в рамках «Alive World Tour», сентябрь 2012 г.

Помимо участия в группе Big Bang, G-Dragon также известен своими сольными проектами. После того, как он помог Тхэяну с продюсированием его сольного альбома, G-Dragon также записал собственную версию заглавного трека альбома коллеги, «Only Look At Me» (на корейском: 나만바라봐; романизовано: Naman Barabwa; на русском: Смотри только на меня), которая была озаглавлена как «Only Look At Me Part 2». Сингл был выпущен в цифровом формате. Вместе с коллегами по группе Тхэяном и T.O.P G-Dragon участвовал в записи песни певицы Lexy, «Super Fly», для её альбома «Rush». В мае 2009 г. он принял участие в работе над синглом «Rain Is Fallin'/Hybrid Dream» японской группы W-inds.
После осуществления Тхэяном своего сольного проекта, G-Dragon выпустил свой дебютный сольный альбом «Heartbreaker», в создании которого приняли участие несколько артистов, включая Тедди из 1TYM, Тхэяна, S-Kush, а также CL и Дару из 2NE1. Запланированный на апрель выпуск альбома был отложен до августа, что совпало с 21-м (по корейскому летосчислению: 22-м) днем рождения артиста. Для альбома G-Dragon изменил свой образ. Певец стал блондином, чтобы соответствовать концепции релиза. Благодаря популярности заглавного трека альбома с одноимённым названием, диск разошёлся тиражом в 200 000 копий, что позволило завоевать ему звание «Альбом Года» ежегодной Музыкальной Премии Mnet Asian Music Awards 2009 года. Второй сингл «Breathe» вошёл в 20-ку лучших альбомов, в то время как другие песни — «The Leaders», «A Boy», «Hello» и «She’s Gone» — после их выхода в свет заняли верхние строчки в различных чартах. Практически сразу после выпуска «Heartbreaker», компания Sony Music обвинила G-Dragon в плагиате, заявив, что песни «Heartbreaker» и «Butterfly» сходны с песнями Flo Rida «Right Round» и Oasis «She’s Electric» соответственно. Однако EMI, компания, занимавшаяся раскруткой «Right Round» заявила, что не обнаружила схожести между этими двумя песнями. 6 марта 2010 г. YG Entertainment объявили, что лично связались с представителями Flo Rida с предложением принять участие в записи концертного альбома G-Dragon «Shine a Light». Flo Rida принял это предложение.
В декабре 2009 г. G-Dragon провёл сольный концерт в Олимпийском парке в поддержку продвижения своего альбома. Названием концерта — Shine a Light — стали слова из песни артиста «A Boy». Сам концерт вызвал неоднозначные дискуссии с последовавшими за ними обвинениями в непристойности и двусмысленном содержании. Министерство здоровья, благосостояния и семьи Южной Кореи направило запрос в прокуратуру страны с тем, чтобы последняя занялась расследованием вопроса о нарушении G-Dragon или агентством YG Entertainment законов страны непристойными выступлениями и номерами артиста на организованном им концерте. Певца признали невиновным, и 15 марта 2010 г. с него были сняты все обвинения.
По итогам года альбом «Heartbreaker» занял первое место в чарте Hanteo.
В ноябре 2010 г. YG Entertainment объявило о совместном альбоме G-Dragon и его коллеги по группе T.O.P. Выходу альбома предшествовало мировое показательное выступление дуэта на сцене Times Square в районе Йондынпхо, Сеул, транслировавшееся в прямом эфире на YouTube. Для продвижения альбома дуэт выпустил три сингла: «High High», «Oh Yeah» и «Knock out», которые предшествовали релизу самого альбома. Все три композиции имели невероятный успех. Так, песня «High High» занимала первую строчку в чартах, в то время как «Oh Yeah» и «Knock Out» расположились на второй и третьей строчках чартов соответственно. Сам альбом увидел свет в канун Рождества и сразу же стал номером 1 в чарте Gaon по количеству предварительных заказов, достигших 200 000 копий.
В сотрудничестве с Пак Мен Су был создан дуэт под названием GG для Песенного Фестиваля «Seohae Ahn Highway Song Festival 2011», проводимого в рамках телевизионного шоу «Бесконечный Вызов». 2 июня дуэт выпустил песню под названием 'Having an Affair', в записи которой также приняла участие Пак Бом из 2NE1. Песня стала настоящим хитом, попав на первые строчки всех корейских музыкальных чартов.
В марте 2012 года было объявлено, что G-Dragon вернется на музыкальную сцену в качестве сольного исполнителя во второй половине года. G-Dragon также принял участие в записи трека «Dancing on My Own» английской певицы Пикси Лотт для её японского альбома вместе с одногруппником T.O.P.
Летом 2012 года G-Dragon был во Париже, Франция, на показе Rick Owens, Junya Watanabe и Juun. J. Так же, там он снялся для Harper’s Bazaar Korea, а также появился во французском журнале L’Express.
24 августа 2012 года на видеопортале YouTube певец выпустил музыкальное видео на трек «One Of A Kind» из его первого одноимённого мини-альбома. 1 сентября того же года он представил видеоклип на песню «That XX», в записи которой участвовала Дженни Ким из новой девичьей группы агентства YG Entertainment (позднее, группа стала известна под официальным названием BLACKPINK). Через несколько часов после релиза сингла, G-Dragon занял первое место во всех онлайн чартах Южной Кореи: Bugs, Melon, Soribada, Daum, Mnet, Monkey3, Cyworld, Olleh и Naver. Успех песни был подтвержден статусом Perfect All-Kill, который ему присвоил iChart.
15 сентября 2012 года G-Dragon выпустил свой первый мини-альбом, а на следующий день представил музыкальное видео на заглавный трек «Crayon».
По итогам года мини-альбом вошел в топ-5 рейтинга Gaon Chart заняв четвёртое место, самое высокое место, которое смог занять сольный исполнитель за всю историю чарта Gaon. Альбом принес GD награду Лучшего исполнителя на MAMA; топ-10(цифровые) и награда CeCi за популярность на Golden Disc Awards; лучшая песня в жаре хип-хоп(one of a kind) на Korean Music Awards и многие другие.
Так же 2012 год принес ему такие награды как «Король Моды» на церемонии MBC Entertainment Awards, «Лучший сольный артист» на Pop Asia Awards в Австралии
30 марта 2013 года артист начал свой первый мировой тур концертами в Сеуле. В рамках тура он провел 8 концертов на четырёх крупнейших концертных площадках Японии, став первым соло-исполнителем из Кореи, который смог достичь этого. Итого тур включил в себя 27 шоу в девяти странах и собрал полмиллиона поклонников.
После окончания тура 1 сентября, 2 сентября в цифровом виде, вышла первая часть второго студийного альбома исполнителя. Вторая часть была выпущена 5 сентября, а полный физический альбом вышел 13 сентября, продажи которого преодолели ответу в 200,000 копий. В записи альбома приняла участие обладательница премии Грэмми Мисси Эллиот, а также другие зарубежные исполнители. G-Dragon и Мисси Эллиот вмести исполнили «Niliria» на KCON 2013 в Лос-Анджелесе.
В 2014 году G-Dragon опять поучаствовал в KCON, а также совместно с товарищем по группе, Тхэяном выпустил хит «Good Boy» собственного сочинения.
Так же, в этом году, он спродюсировал песню «Good to You» группы 2NE1 для альбома Crush (альбом 2NE1), сингл Ringa Linga, который вошёл в альбом Тхэяна Rise. Для этого альбома он же написал песню Stay with me, которую исполнил вместе с Тхэяном на музыкальном шоу. Так же для Тэ Сона он написал сингл Shut up.

### 2015 — 2022 возвращение с Big Bang,Квон Джиёни армия
В мае 2015 года артист, спустя три года, вернулся с триумфом вместе со своей группой Big Bang. Так же в этом году Джиён, в третий раз подряд, поучаствовал в Песенном Фестивале, проводимым шоу «Бесконечный Вызов». В этот раз он записал песню для фестиваля вместе с Ён Бэ из своей группы и Кван Хи из группы ZE:A. Их песня «Mapsosa»(рус: о боже мой!) открывала фестиваль и имела огромный успех.
В 2016 года он опять возвращается на шоу, уже для съемок фильма триллера «Компания Мухан». И хоть этот фильм был снят в рамках развлекательного шоу, можно сказать, что это был его актерский дебют.
8 июня 2017 года выходит второй-мини альбом певца названный настоящим именем G-Dragon — Квон Джиён. В связи со скандалом товарища по группе, альбом не получил никакого промоушена и дав концерт 10 июня 2017 года, в Сеуле на стадионе Кубка Мира, собравший около 40 000 поклонников, G-Dragon сразу отправился в мировой тур, M.O.T.T.E — Moment of Truth The End.
Однако несмотря на скандалы, в том числе и из-за выпуска мини-альбома не на привычном CD формате, а только USB-флешки, из-за мер безопасности которой, национальный чарт ЮК Gaon отказался принимать альбом за альбом, и сам мини-альбом и мировой тур принесли G-Dragon успех и новые рекорды.
Так мини-альбом при выходе возглавил в iTunes 46 стран, что на тот момент являлось абсолютным рекордом для корейского исполнителя. С учётом, что рекорд был побит на 2018 год лишь однажды и то музыкальным коллективом, можно сказать, что как для сольного исполнителя так и для музыкальных коллективов Квон Джиён является планкой.
Заглавный трек, Untitled 2014, также показал прекрасные результаты и в чартах Кореи. Став второй песней для исполнителя, которой iChart присвоил Perfect All Kill, она удерживала этот статус 19 часов подряд, а до этого статус All Kill более двух суток, показывая абсолютное доминирование во всех музыкальных чартах ЮК.
Несмотря на то, что чарт Гаон отказался принимать альбом за альбом, чарт Хантео, наоборот сразу же признал альбом и показал его продажи в более чем 100,000 копий. Стоит упомянуть, что с начала 2018 года Гаон также, несмотря на упорство ранее, признал альбом G-Dragon’а за альбом и отобразил всё ещё идущие продажи в январе 2018 года.
Несмотря на отсутствие промоушена исполнитель выиграл несколько наград на музыкальных шоу и был номинирован в ряде премий.
27 февраля исполнитель заступил на обязательную военную службу в тренировочный лагерь военного подразделения «Белый череп». Завершил военную службу в октябре 2019 года.
7 февраля 2022 года YG Entertainment объявили, что весной Big Bang вернутся с цифровым синглом. Группа выпустила новый сингл «Still Life» 5 апреля, который стал их первым возвращением за четыре года и первым — в качестве квартета."Still Life" дебютировала под номером один в цифровом чарте Южной Кореи Gaon, став 11-й песней Big Bang, занявшей первое место, что является рекордом для любой группы в истории чарта.

### 2023 — настоящее время, возвращение после перерыва
6 июня 2023 года YG entertainment сообщили, что эксклюзивный контракт G-Dragon с агентством истек.
5 декабря Money Today сообщили, что G-Dragon собирается подписать контракт с Galaxy Corporation. Однако агентство заявило, что официального ответа быть не может.
20 декабря YG Entertainment объявили, что G-Dragon официально покинул компанию. Ожидалось, что он присоединится к Galaxy Corporation, поскольку агентство объявило, что на следующий день они проведут пресс-конференцию, посвященную артисту. На следующий день Galaxy Corporation объявили, что G-Dragon официально подписал с ними контракт и вернется в 2024 году. YG Entertainment передало права на торговые марки «G-Dragon» и «GD» агентству Galaxy безвозмездно, что не в обычаях корейской индустрии развлечений.
31 октября 2024 года G-Dragon выпустил клип на песню «Power», чем взбудоражил поклонников. Он сразу же возглавил международные чарты iTunes со своей новой песней. Также G-Dragon объявил что  «Power» представляет собой предрелизный сингл из предстоящего сольного альбома.
Затем неожиданно 22 ноября 2024 года был выпущен цифровой сингл "Home Sweet Home" при участии других мемберов BIGBANG Тэяна и Дэсона. 
25  февраля 2025 года был выпущен третий студийный альбом Übermensch. В альбом вошли 8 песен, включая ранее выпущенные синглы «Power» и «Home Sweet Home». 
В поддержку выпущенного альбома «Übermensch» был анонсирован одноименный мировой тур.

## Образ и артистичность

### Общественный образ

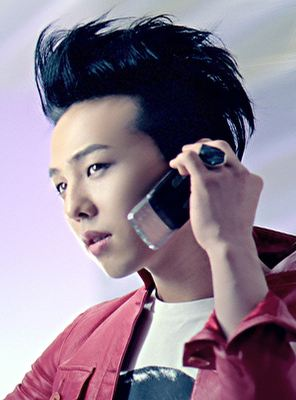

Считающийся «самым стильным» участником Big Bang, G-Dragon оказывает влияние на модные тенденции Южной Кореи, он также удостоился наград в номинациях «Стильная икона 2008 года» и «Самый влиятельный мужчина 2008 года» журнала «Арена». Икона моды Кан Дон Ван также признал авторитет G-Dragon, назвав его «модником».
Во время продвижения альбома «Heartbreaker» G-Dragon покрасил волосы в платиновый блонд, чем завоевал дополнительную популярность, а его причёска была признана одной из лучших в году. Кроме того, постоянное использование им в своем образе треугольных шарфов стало трендом среди молодежи и позднее получило название «шарфы в стиле Big Bang».
Несмотря на своё влияние, G-Dragon признался, что был не уверен в себе, как в музыканте, отметив, что ему пришлось «изменить многое, включая звучание голоса, потому что в присутствии других людей, я очень переживал по поводу результатов моей работы». Осознавая, что мнение широкой публики о нём играет огромную роль при продвижении альбомов, G-Dragon считает, что «то, как общественность воспринимает меня, зависит исключительно от меня самого, поэтому это только моя вина, если я создаю плохое впечатление». Он также решительно выступает против того, чтобы исполнителей рассматривали как «продукт» индустрии развлечений.

### Скандал с марихуаной
5 октября 2011 года стало известно, что тест G-Dragon на употребление марихуаны дал положительный результат. Анализ мочи был отрицательным, однако слабое присутствие марихуаны было обнаружено после исследования его волос. Тесты были сделаны в начале июня, а их результаты получены в июле. Ему было предъявлено обвинение, но так как результаты показали незначительное содержание наркотика, и это было его первое правонарушение, G-Dragon был оправдан. По неофициальной информации, он затянулся сигаретой, предложенной ему фанатом в Японии во время вечеринки в мае. Он был единственным из всех присутствовавших на вечеринке, кто позднее был передан корейским властям. Он признался, что курил сигарету, предложенную ему, но поняв, что это не обычная сигарета, он выкинул её.
Скандал вызвал приостановку его деятельности, а YG Entertainment выступила с заявлением, что G-Dragon будет дано время на осознание своей ошибки. Поскольку певец был оправдан, он не потерял ни одного рекламного контракта и впервые после скандала появился на публике на церемонии «2011 MTV EMA» вместе с Big Bang.

### Музыкальный стиль и сочинение песен
Вдохновленный музыкой Wu-Tang Clan, в 2001 году в возрасте 12 лет, G-Dragon принимает участие в записи ежегодного альбома «Korean hip-hop Flex», что можно считать началом его карьеры в качестве артиста. На раннем этапе своего творческого пути, Big Bang позиционировала и продвигала себя на музыкальном рынке как хип-хоп-группа, однако впоследствии они перешли к экспериментам с электронной музыкой, сделав её новым музыкальным трендом в Корее. Под воздействием разных музыкальных жанров, присущих творчеству Big Bang, в 2009 году G-Dragon выпускает первый сольный альбом «Heartbreaker», который представляет собой смесь R&B, хип-хоп и танцевальных песен. Во время создания совместного альбома GD&TOP, G-Dragon выбрал хип-хоп звучание, хотя он признает, что R&B, акустическая и электронная музыка в значительной степени нашла отражение в альбоме.
С момента начала сольной деятельности, G-Dragon сохраняет жесткий контроль над своей музыкой, заявляя, что «ощущения, возникающие при создании той или иной песни, отличаются друг от друга; он прислушивается к своим чувствам, когда пишет тексты или музыку», а также используя собственные эмоции и ощущения при написании песен". В попытках провести различие между собой и другими композиторами, G-Dragon признает, что «закручивая музыку, придавая ей неожиданное звучание, он создаёт абсолютно разные песни». И хотя припев всегда самая привлекающая внимание часть песни, он хочет, чтобы любая часть его песни была запоминающейся. До того, как G-Dragon попробовал себя в качестве сольного исполнителя, он принимал участие в создании альбомов Big Bang, написав тексты и музыку к большинству песен группы.
Вклад G-Dragon в создание своей собственной музыки принес ему много похвалы, но также и много и критики. Предпочитая писать тексты, которые «звучат как реальные истории», газета «The Korea Times» назвала его «гениальным автором-исполнителем», хотя сам рэпер сказал, что чувствует себя неуютно, когда его так называют. Его усилия в создании музыки снискали ему славу одного из лучших композиторов 2008 года, многие критики и представители музыкальной индустрии выбрали его, как «музыканта, от которого в будущем они ожидают очень многого». По результатам голосования, проведенного в Японии, G-Dragon занял четвёртое место в категории «Рэпер от Бога». Он также возглавил список «Forbes», как «Самый трудолюбивый артист». Тем не менее, в своё время G-Dragon был обвинен в плагиате, сначала песни «With You», которую он написал для Big Bang, а затем песен «Heartbreaker» и «Butterfly», которые он исполнял как сольный артист.

## Дискография

### Корейские
- Heartbreaker (2009)
- Coup D’Etat (2013)
- Übermensch[англ.] (2025)

### Японские
- COUP D’ETAT [+ ONE OF A KIND & HEARTBREAKER] (2013)

### Мини-альбомы
- One of kind (2012)
- Kwon Ji Yong (2017)

### Цифровой сингл
- Look Only at Me, Part 2 (2008)
- MichiGo (2013)

### Совместные альбомы
- GD & TOP (2010)

### Концертный альбом
- 1st Live Album: Shine a Light (2010)
- 2013 G-Dragon World Tour Live CD [One Of A Kind in Seoul] (2013)
- 2013 G-Dragon 1st World Tour [One Of A Kind] The Final (2013)

### DVD
- 1st Live Concert : Shine A Light (2010)
- G-DRAGON’S COLLECTION DVD: ONE OF A KIND (2013)
- G-Dragon World Tour DVD [One Of A Kind in Seoul] (2013)
- G-Dragon World Tour One Of A Kind In Japan Dome Special (2013)
- G-DRAGON’S COLLECTION DVD II: COUP D’ETAT (2013)
- G-Dragon World Tour DVD [One Of A Kind THE FINAL in Seoul + World Tour] (2014)

### Синглы
- This Love (2006)
- Heartbreaker (2009)
- Breathe (2009)
- A Boy (2009)
- Butterfly (с участием Чин Чжон) (2009)
- Heartbreaker (Remix) (с участием Flo Rida) (2010)
- That XX (2012)
- One of a Kind (2012)
- Crayon (2012)
- MichiGO (2013)
- Coup d’Etat (с участием Diplo и Baauer) (2013)
- Crooked (2013)
- Who You? (2013)
- Good Boy (с участием Тхэяна) (2014)
- Untitled, 2014 (2017)

## Видеография

### Музыкальные видео
| Год  | Название песни                            |
| ---- | ----------------------------------------- |
| 2003 | 1TYM — «Hot»                              |
| 2004 | Jinusean — «Telephone number»             |
| 2008 | G-Dragon — «THIS LOVE»                    |
| 2009 | 2NE1 — «Fire»                             |
| 2009 | Сынни — «Strong Baby»                     |
| 2009 | G-Dragon — «Heartbreaker»                 |
| 2009 | G-Dragon — «Breathe»                      |
| 2009 | G-Dragon — «She’s Gone»                   |
| 2009 | G-Dragon — «Butterfly»                    |
| 2009 | G-Dragon — «A Boy»                        |
| 2010 | Тхэян — «I Need A Girl»                   |
| 2010 | Тхэян — «ONLY LOOK AT ME»                 |
| 2012 | Se7en — «When I Can’t Sing»               |
| 2012 | G-Dragon — «One Of A Kind»                |
| 2012 | G-Dragon — «That XX»                      |
| 2012 | G-Dragon — «Crayon»                       |
| 2013 | G-Dragon — «MichiGO»                      |
| 2013 | CL — «The Baddest Female»                 |
| 2013 | G-Dragon — «COUP D’ETAT»                  |
| 2013 | G-Dragon — «CROOKED»                      |
| 2013 | Тхэян — «RINGA LINGA»                     |
| 2013 | G-Dragon — «WHO YOU?»                     |
| 2014 | PSY feat. Snoop Dog — «HANGOVER»          |
| 2014 | GD X TAEYANG — «GOOD BOY»                 |
| 2014 | Skrillex with Diplo, CL&GD — «Dirty Vibe» |
| 2015 | GD & T.O.P — «ZUTTER»                     |
| 2017 | G-DRAGON — «Untitled, 2014»               |

## Награды

### Cyworld Digital Music Awards
| Год  | Номинированная работа    | Награда                 | Результат |
| ---- | ------------------------ | ----------------------- | --------- |
| 2009 | «Heartbreaker»           | Песня месяца (сентябрь) | Победа    |
| 2010 |                          | Выбор тинейджеров       | Победа    |
| 2010 | Главная премия (Bonsang) | Победа                  |           |

### Melon Music Awards
| Год  | Номинированная работа | Награда                  | Результат |
| ---- | --------------------- | ------------------------ | --------- |
| 2009 | «Heartbreaker»        | Альбом года              | Победа    |
| 2009 | «Heartbreaker»        | ТОП-10 Album of the Year | Победа    |
| 2012 | «Crayon»              | ТОП-10                   | Победа    |

### Mnet Asian Music Awards
| Год  | Номинированная работа | Награда                                         | Результат |
| ---- | --------------------- | ----------------------------------------------- | --------- |
| 2009 | «Heartbreaker»        | Лучший альбом года                              | Победа    |
| 2012 | «Crayon»              | Лучший мужской сольный артист                   | Победа    |
| 2012 | «Crayon»              | Артист года                                     | Номинация |
| 2012 | «One Of A Kind»       | Альбом года                                     | Номинация |
| 2013 | «Crooked»             | Лучший мужской сольный артист                   | Победа    |
| 2013 | «Coup d'Etat»         | Альбом года                                     | Номинация |
| 2013 | G-Dragon              | Артист года                                     | Победа    |
| 2013 | «Crooked»             | Лучшее танцевальное выступление –сольный артист | Победа    |
| 2013 | «Crooked»             | Песня года                                      | Номинация |
| 2013 | «Coup d’Etat»         | Лучшее музыкальное видео                        | Победа    |
| 2017 | G-Dragon              | Артист года                                     | Номинация |
| 2017 | G-Dragon              | Лучший мужской сольный артист                   | Номинация |
| 2024 | G-Dragon              | Музыкальный визионер года                       | Победа    |

### Mnet KM Music Festival
| Год  | Номинированная работа | Награда                 | Результат |
| ---- | --------------------- | ----------------------- | --------- |
| 2007 | «Lies»                | Музыкальная аранжировка | Победа    |

### MTV Video Music Awards Japan
| Год  | Номинированная работа | Награда                 | Результат |
| ---- | --------------------- | ----------------------- | --------- |
| 2010 | «Rain is Fallin»      | Лучшее совместное видео | Победа    |